# Burg Bori
Als Burg Bori, auch Burg Bünzen oder Bünzer Burg genannt, werden die Reste einer mittelalterlichen Turmhügelburg (Motte) auf dem Gebiet der schleswig-holsteinischen Gemeinde Aukrug im Kreis Rendsburg-Eckernförde bezeichnet. Sie befindet sich rund 200 Meter südlich des Flusses Bünzau und westlich des Ortsteils Bünzen. Heute existiert noch ein kleiner bewaldeter Hügel, der mit einem Graben umgeben ist.
Bei der Burg handelte es sich um eine frühmittelalterliche ovale Motte, die eine Grundfläche von etwa 30 × 65 Metern einnahm. Die Anlage gehört zu den sogenannten Motten, die ab dem 12. Jahrhundert verstärkt angelegt wurden. Diese kleinen Befestigungen bestanden aus einem Turmbau, der von einem Graben umschlossen wurde. Von der Bünzau und dem Kapellenbach geschützt, lag eine weitere Burg 600 Meter südöstlich sowie eine dritte, große Burg 100 Meter westlich, die 1984 bei Ausgrabungen entdeckt wurden.. Die Reste der Burg stehen als Bodendenkmal unter Denkmalschutz.